# Youssouf Djaoro
Pour les articles homonymes, voir Youssouf et Djaoro.
Youssouf Djaoro, né le 28 mars 1963 à Biltine, dans la région du Wadi Fira, est un acteur tchadien.

## Biographie
Avant de faire du cinéma, Youssouf Djaoro exerce les métiers de mécanicien auto, vitrier, chauffeur et assesseur à la cour du Sultan Kasser de N’Djamena.
Amoureux du cinéma, il se présente à un casting organisé par le cinéaste Issa Serge Coelo pour le film Daresalam. Il est engagé pour interpréter un des chefs rebelles dans ce drame qui, bien que situé dans un pays africain fictif appelé Daresalam, reflète la guerre civile qui a ravagé le Tchad pendant les années 1960 et 1970.
Il joue ensuite dans Saison sèche de Mahamat Saleh Haroun et dans Ndjamena City d’Issa Serge Coelo, film dans lequel il incarne un tortionnaire sanguinaire. Mais c’est son rôle d’Adam Ousmane, ancien champion de natation devenu maître-nageur, dans Un homme qui crie de Mahamat Saleh Haroun, qui le rend célèbre. Présenté dans plusieurs festivals, le film remporte plusieurs prix, dont celui du jury au Festival de Cannes, quant à Youssouf Djaoro, il est sacré meilleur acteur au Festival du film francophone d'Angoulême et reçoit l’Hugo d’argent au Festival international du film de Chicago. 
En 2014, il partage l’affiche avec Ariane Ascaride, Gérard Meylan et Jean-Pierre Darroussin dans Au fil d'Ariane de Robert Guédiguian.
Marié, il est le père de quatre enfants, une fille et trois garçons.

## Filmographie

### Cinéma

#### Longs métrages
- 2000 : Daresalam d’Issa Serge Coelo : Tom
- 2006 : Saison sèche (Daratt) de Mahamat Saleh Haroun : Nassara
- 2006 : Ndjamena City (Tartina city) d’Issa Serge Coelo : le Colonel Koulbou[6]
- 2010 : Un homme qui crie de Mahamat Saleh Haroun : Adam Ousmane
- 2013 : Grigris de Mahamat-Saleh Haroun : Alhadj[7]
- 2014 : Au fil d'Ariane de Robert Guédiguian : Martial[8]
- 2014 : Thom de Tahirou Tasséré Ouédraogo : Isidore
- 2021 : Massoud de Emmanuel ROTOUBAM MBAÏDÉ

#### Courts métrages
- 2008 : Expectations de Mahamat Saleh Haroun
- 2014 : Entre quatre murs d’Aché Coelo[9]

### Télévision

#### Téléfilms
- 2002 : Socko Pala d’Issa Serge Coelo : Bouba
- 2008 : Spectechin de Mahamat Saleh Haroun : un immigrant
- 2014 : Le Sacrifice de Djimadoumbaye Benelim : le médecin

#### Séries télévisées
- 2009 : Alhadji Tawa d’Ismail Ben Chérif
- 2009 : Âge d’or, 16 épisodes de Cyril Danina : Papa You

## Distinctions
- 2010 : Meilleur acteur au Festival du film francophone d'Angoulême, pour Un homme qui crie de Mahamat Saleh Haroun
- 2010 : Prix Muhr AsiaAfrica du meilleur acteur au Festival international du film de Dubaï, pour Un homme qui crie de Mahamat Saleh Haroun
- 2010 : Hugo d’argent du meilleur acteur Festival international du film de Chicago, pour Un homme qui crie de Mahamat Saleh Haroun
- 2010 : Meilleur acteur au  Festival de cinéma africain de Tarifa, pour Un homme qui crie de Mahamat Saleh Haroun